# Wang Wanpeng
Wang Wanpeng (王萬鵬T, 王万鹏S, Wáng WànpéngP; Dalian, 9 giugno 1982) è un calciatore cinese, difensore svincolato.